# Camil Visedo Moltó

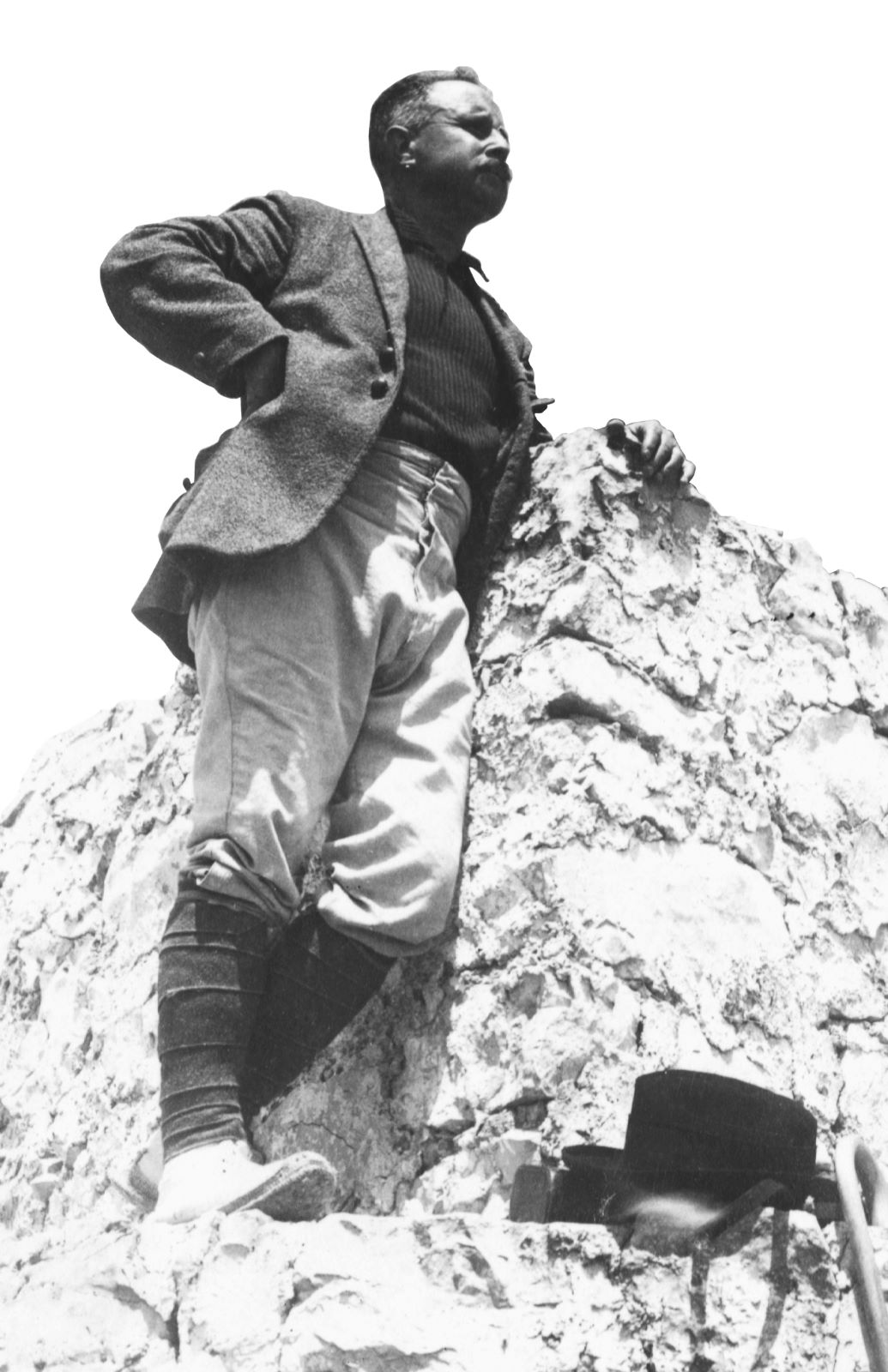
Fotografia de Camilo Visedo presa a Dènia el 1929.

Camil Visedo Moltó (Alcoi, 1876 - 1958) va ser un arqueòleg i paleontòleg valencià.
Va desenvolupar la seua carrera per la seua ciutat natal i voltants, tot considerat un pioner en els estudis arqueològics del sud del País Valencià.
En els anys 10 del segle xx, realitza diverses exploracions arqueològiques, i el 1920, rep l'autorització per excavar el jaciment de La Serreta, en el qual hi treballaria durant quinze campanyes, fins poc abans de la Guerra Civil. La seua bibliografia inclou al voltant de quaranta estudis locals.
Posteriorment, va donar la seua col·lecció arqueològica i paleontològica al Museu Arqueològic Municipal d'Alcoi, del qual Visedo Moltó va ser el seu creador i primer conservador (1945-1958). Més tard, el museu agafaria el seu nom com a denominació.